# 小行星3572
小行星3572（英語：3572 Leogoldberg）是一颗围绕太阳公转的小行星。1954年10月28日，印第安纳大学在摩根县发现了此天体。
这颗小行星的绝对星等为165.5355203298766等。